# Obični jasen
Obični jasen (gorski jasen, bijeli jasen, (lat. Fraxinus excelsior) je vrsta drveća iz porodice Oleaceae visine od 30 do 40 m. 
Plod je krilata perutka, a cvjeta u travnju i svibnju. Značajna je šumska vrsta koja naseljava plodnija i umjereno vlažna staništa, u kojima se rijetko javlja sušni period. U mladosti dobro podnosi priličnu zasjenu, uglavnom u šumama bukve. Autohtona je vrsta u Hrvatskoj. Javlja se u većem dijelu Europe.

## Ljekovita svojstva
Obični jasen ubraja se u plemenite vrste listača, a u ljekovite se svrhe koristi njegova kora, koja se skuplja u proljeće, s grana starih 2—3 godine. U nekim slučajevima se koristi i list. Tvari običnoga jasena koriste se u obliku diuretika, dijaforetika i antireumatika, jer sadrže smole, tanine, inozitole i dr. Danas list ima širu primjenu nego kora, a koristi se u izradi različitih preparata. 
Jasenova kora se često upotrebljavala protiv svih vrsta groznice, čak i protiv malarije. U zapadnim zemljama čaj od jasenovog lišća ili od biljnih mješavina koriste se za liječenje artritisa i reumatizma. Sasvim rijetko se u ljekovite svrhe danas koristi i sjeme običnoga jasena.
Nezrele sjemenke mogu se ukiseliti,dok zrele  sadrže jestivo ulje.

## Vanjske poveznice
https://pfaf.org/user/Plant.aspx?LatinName=Fraxinus+excelsior